# Bukovlje (Kakanj)
Bukovlje es un pueblo ubicado en la municipalidad de Kakanj, en el cantón de Zenica-Doboj, Bosnia y Herzegovina.

## Superficie
Posee una superficie de 5,42 kilómetros cuadrados.

## Demografía
Hasta 2013 la población era de 809 habitantes, con una densidad de población de 149,4 habitantes por kilómetro cuadrado.